# Ина Канабаро Лукас
Ина Канабаро Лукас (порт. Inah Canabarro Lucas; Сао Франциско де Асис, 8. јун 1908 — Порто Алегре, 30. април 2025) била је бразилска монахиња, часна сестра и суперстогодишњакиња која је према гинисовој књизи рекорда носила титулу најстарије живе особе на свету у периоду од 29. децембра 2024. до 30 априла 2025. године.

## Биографија
Ина Канабаро Лукас рођена је у Сао Франциско де Асису, Рио Гранде до Сул, Бразил, 8. јуна 1908. године. Њени родитељи били су Жоао Антонио Лукас (1870–1923) и Маријана Канабаро Лукас (1878–1954). Иако је тврдила да је рођена 27. маја 1908, истраживање је показало да је вероватно рођена 11 дана касније. Њен прадеда био је бразилски генерал Давид Канабаро (1796–1867). Студирала је у интернату Санта Тереза де Жезус у Сантана до Ливраментоу, Рио Гранде до Сул. Око 1928. године, преселила се Монтевидео, Уругвај, где је 1. октобра 1929. године, у доби од 21 године, конфирмисана у Католичкој цркви, а 1930. године вратила се у Бразил да предаје португалски језик и математику у школи у Тижуки (насељу у Рио де Жанеиру).
27. јула 1934. године, са 26 година, положила је вечни завет (Profissão Perpétua) и постала монахиња. Почетком 1940-их вратила се у Сантана до Ливраменто, где је наставила да ради као учитељица.
8. јуна 2018, прославила је свој 110. рођендан, поставши суперстогодишњакиња, a поводом њеног 110. рођендана, честитке јој је упутио и поглавар католичке цркве Папа Фрања.
23. јануара 2022, након смрти 116-годишње Антоније да Санта Круз, постала је најстарија жива особа у Бразилу.
30. јула 2022, након смрти 114-годишње Софије Рохас де Диjаз из Колумбије, постала је најстарија жива особа у Јужној Америци.
17. јануара 2023, након смрти 118-годишње Лисил Рандон из Француске, постала је најстарија жива часна сестра на свету.
29. децембра 2024, након смрти 116-годишње Томико Итоке из Јапана, постала је најстарија жива особа на свету.
Ина Канабаро Лукас преминула је у Порто Алегреу, Рио Гранде до Сул, Бразил, у доби од 116 година и 326 дана. Након њене смрти, тада 115-годишња Етел Катерхем из Уједињеног Краљевства, преузела је титулу најстарије живе особе на свету.